# Acrocercops sarcocrossa
Acrocercops sarcocrossa là một loài bướm đêm thuộc họ Gracillariidae. Loài này có ở Fiji.
Ấu trùng ăn các loài Calophyllum. Chúng có thể ăn lá nơi chúng làm tổ.